# 池野恋
池野 恋（いけの こい、本名：玉山智恵美 1959年4月16日 - ）は、日本の漫画家。岩手県稗貫郡石鳥谷町（現：花巻市石鳥谷町）出身・在住。代表作の『ときめきトゥナイト』はシリーズ累計で3000万部を超えるヒット作、他に『ナースエンジェルりりかSOS』など。1980年代から90年代にかけて少女漫画雑誌『りぼん』を代表する漫画家の一人として活躍、2000年代からは作品発表の場を主に『Cookie』に移して活動している。血液型はB型。

## 来歴
祖父の影響で絵を描くことが好きになり、小学校1年生のときに手塚治虫の『ジャングル大帝』を読んで漫画の面白さに衝撃を受ける。1972年、町立石鳥谷中学校に進学、2年生のときにコックリさんに似た大明神様という占いで「19歳で漫画家デビューする」という答えが出たことを友達から聞き、意識する。1975年、県立花巻南高校に進学。高校2年のとき、漫画仲間の従姉妹が使っていた「樋口愛」というペンネームが「樋口愛」だったため、「愛」ときたら「恋」、「恋」ときたら「池野」だろうと「池野恋」というペンネームにする。高校を卒業後は盛岡にある専門学校に1年間通い、簿記や和文タイプを習得する。専門学校の夏休みのときに8月31日締め切りの『りぼん』新人賞の募集要項を見て、初めて漫画の投稿をしたところ準入選となり、『りぼん お正月大増刊』（1978年12月号）に掲載された「HAPPY END ものがたり」で、大明神様に出たとおり、19歳で漫画家としてデビューする。受賞の知らせを受けたときには既に就職が内定しており、1979年4月に岩手県連共済にタイピストとして就職、漫画家と兼業することを決める。しかし漫画のほうが忙しくなり、県連共済は3年勤めたところで辞めて漫画専業となる。
1982年、初の長編『ときめきトゥナイト』の連載を開始、ほぼ同時にテレビアニメ化もされ大ヒットとなる。1986年にお見合い結婚をし、翌年に子供が生まれたことを機に『ときめきトゥナイト』第1部の連載を終了する。その後、第2部、第3部と続き、1994年まで続く長期連載となった。
1995年からは秋元康原作による『ナースエンジェルりりかSOS』の連載を開始、テレビアニメ化もされた。
2000年代からは作品発表の場を主に『Cookie』に移して活動している。2002年からは『ときめきトゥナイト』のセルフカバー作品『ときめきミッドナイト』の連載を開始、2009年に完結した。
2022年には『ときめきトゥナイト』の連載開始から40周年を迎え、2023年夏に新宿高島屋で「ときめきトゥナイト展」の開催が決定した。
漫画以外では、エフエム岩手のキャラクター「けんたくん」、岩手県警察で使用されていた雉の「ケイ太郎君」、地域安全イメージキャラクターの「安全のぞみちゃん」のデザインを担当した。

## 略歴
- 1979年 - 「HAPPY END ものがたり」によりデビュー。
- 1980年 - 『りぼん』1980年3月号「となりのワン・パターン」（初本誌）[22]。
- 1981年 - 『りぼん』1981年1月号～3月号『舞ちゃん♥ノンストップ』（初連載）[23]。
- 1982年 - 『りぼん』で、「ときめきトゥナイト」の連載を開始（ - 1994年）。
- 1982年 - 『ときめきトゥナイト』がアニメ化される（日本テレビ系）。
- 1995年 - 『りぼん』で、「ナースエンジェルりりかSOS」の連載を開始（ - 1996年）。
- 1995年 - 『ナースエンジェルりりかSOS』がアニメ化される（テレビ東京系）。

## 作品リスト
- HAPPY ENDものがたり（『りぼんお正月大増刊号』1979年）
- M・Y様に捧ぐ（『りぼん5月大増刊号』1979年）
- 土曜の午後は頬づえついて（『りぼん9月大増刊号』1979年）
- テレパシーにご用心!（『りぼん』1979年11月号）
- となりのワン・パターン（『りぼん』1980年3月号）
- ちょっとおとぎ話（『りぼん』1980年7月号）
- 勝負あり！（『りぼん』1980年10月号）
- 舞ちゃんノン・ストップ（『りぼん』1981年1月号 - 1981年3月号）
- おじゃまムシ1/2（『りぼん』1981年6月号）
- めちゃんこ教室（『りぼん』1981年9月号 - 1982年1月号）
- きまぐれタイム★マシン（『りぼん』1982年4月号）
- ときめきトゥナイト （『りぼん』1982年7月号 - 1994年10月号）
- オ・サ・ムING（『りぼんオリジナル』1985年早春の号）
- ヒロインになりたい（『りぼん』1991年1月号 - 1991年3月号）
- 夢見るタマゴ（『りぼんオリジナル』1993年8月号）
- ナースエンジェルりりかSOS（原作：秋元康、『りぼん』1995年1月号 - 1996年6月号）
- おしえて菜花（『りぼん』1996年12月号 - 1998年3月号）
- うそつきなシーズン（『りぼんオリジナル』1998年 - 1999年）
- 真夏のドア（『りぼん夏休みおたのしみ増刊号』1998年）
- ときめきトゥナイト―星のゆくえ―（2000年）
- レディ・エンジェル（『りぼんオリジナル』2000年2月号）
- 真冬のチャイム
- ミスティボーイ 2001年、ISBN 4088563239
- ときめきミッドナイト（『Cookie』『Cookie BOX』2002年 - 2009年）
- ifの額縁（『Cookie』2010年9月号 - ?）
- いつもときめいて〜ときめきトゥナイト番外編〜（『Cookie』2009年9月号）
- いつもときめいて〜ときめきミッドナイト番外編〜（『Cookie』2009年10月号）
- 風のおくりもの（『コミックいわて』2011年）
- わかむらさき（原作：黒方薫、『Cookie』）
- ときめきトゥナイト 真壁俊の事情（描き下ろし、2013年8月9日）
- ときめきトゥナイト 江藤望里の駆け落ち（描き下ろし、2015年4月24日）
- ときめきトゥナイト 江藤蘭世の宝箱（描き下ろし、2019年7月18日）
- ときめきまんが道　池野恋40周年本（2019年、上下巻、エッセイコミック）
- ブラッディ・ブライド-吸血鬼の婚活-（『Cookie』2020年5月号[24] - 2021年1月号[注釈 1]）
- ときめきトゥナイト それから（『Cookie』2021年7月号[25] - 連載中）

### 画集
- 『ときめきトゥナイトロマンチックアルバム』 2000年10月、集英社・愛蔵版コミックス、ISBN 4-08-782128-5

### その他
- けもの （青羊）2ndアルバム『めたもるシティ』（2017年7月19日、ヴィレッジレコーズ） - ジャケットイラスト

## 単行本
注記がないものはすべて集英社刊
- 『ちょっとおとぎ話』 1980年、ISBN 4088531922
  - 「ちょっとおとぎ話」「HAPPY ENDものがたり」「土曜の午後は頬づえついて」「テレパシーにご用心!」「となりのワン・パターン」を収録
- 『舞ちゃんノン・ストップ』 1981年、ISBN 4088532155
  - 「舞ちゃんノン・ストップ」「おじゃま虫1/2」を収録
- 『めちゃんこ教室』 1982年、ISBN 4088532317
- 『ときめきトゥナイト』 全30巻
  1. 1982年、ISBN 4-08-853247-3
  2. 1983年、ISBN 4-08-853257-0
  3. 1983年、ISBN 4-08-853271-6
  4. 1983年、ISBN 4-08-853281-3
  5. 1984年、ISBN 4-08-853292-9
  6. 1984年、ISBN 4-08-853304-6
  7. 1984年、ISBN 4-08-853313-5
  8. 1985年、ISBN 4-08-853325-9
  9. 1985年、ISBN 4-08-853337-2
  10. 1985年、ISBN 4-08-853352-6
  11. 1986年、ISBN 4-08-853364-X
  12. 1986年、ISBN 4-08-853376-3
  13. 1986年、ISBN 4-08-853388-7
  14. 1987年、ISBN 4-08-853400-X
  15. 1987年、ISBN 4-08-853410-7
  16. 1988年、ISBN 4-08-853436-0
  17. 1988年、ISBN 4-08-853453-0
  18. 1989年、ISBN 4-08-853474-3
  19. 1989年、ISBN 4-08-853489-1
  20. 1989年、ISBN 4-08-853506-5
  21. 1990年、ISBN 4-08-853523-5
  22. 1990年、ISBN 4-08-853540-5
  23. 1992年、ISBN 4-08-853598-7
  24. 1992年、ISBN 4-08-853618-5
  25. 1992年、ISBN 4-08-853632-0
  26. 1993年、ISBN 4-08-853654-1
  27. 1993年、ISBN 4-08-853686-X
  28. 1994年、ISBN 4-08-853720-3
  29. 1994年、ISBN 4-08-853747-5
  30. 1995年、ISBN 4-08-853775-0
- 『ヒロインになりたい』 1991年、ISBN 4088535723
  - 「ヒロインになりたい」「きまぐれタイム・マシン」を収録
- 『ナースエンジェルりりかSOS』 原作：秋元康、全4巻
  1. 1995年9月、ISBN 4088538153
  2. 1996年1月、ISBN 4088538358
  3. 1996年6月、ISBN 4088538625
  4. 1996年9月、ISBN 4088538781
- 『おしえて菜花』 全4巻
  1. 1997年、ISBN 4088560329
  2. 1998年、ISBN 4088560604
  3. 1998年、ISBN 408856085X
  4. 1998年、ISBN 4088561112
- 『うそつきなシーズン』 1999年、ISBN 4088561643
  - 「うそつきなシーズン」「真夏のドア」を収録
- 『ときめきトゥナイト―星のゆくえ―』 2000年、ISBN 4088562011
- 『ミスティボーイ』 2001年、ISBN 4088563239
- 『ときめきミッドナイト』
  1. 2002年、ISBN 4-08-856429-4
  2. 2003年、ISBN 4-08-856494-4
  3. 2004年、ISBN 4-08-856533-9
  4. 2005年、ISBN 4-08-856615-7
  5. 2005年、ISBN 4-08-856647-5
  6. 2006年、ISBN 4-08-856708-0
  7. 2007年、ISBN 978-4-08-856782-2
  8. 2008年、ISBN 978-4-08-856831-7
  9. 2009年、ISBN 978-4-08-867009-6
- 『池野恋 ときめき短編集』 2009年、ISBN 4088670051
  - 「リング・リング」「オ・サ・ムING」「夢みるタマゴ」「レディ・エンジェル」「真冬のチャイム」を収録
- 『ifの額縁』 2011年、ISBN 978-4088671055
  - 「ifの額縁」「いつもときめいて〜ときめきトゥナイト番外編〜」「いつもときめいて〜ときめきミッドナイト番外編〜」を収録
- 『入門！ 池野恋』 2013年　※電子書籍
- 『わかむらさき』 原作：黒方薫、2013年8月、ISBN 4088672895
- 『ときめきトゥナイト 真壁俊の事情』 2013年8月9日、ISBN 4088672909
- 『ときめきトゥナイト 江藤望里の駆け落ち』 2015年4月24日、ISBN 4088673700
- 『ときめきトゥナイト 江藤蘭世の宝箱』 2019年7月18日、ISBN 4088675576
- 『ときめきまんが道　池野恋40周年本』
  1. 上、2019年7月18日、ISBN 4087920526
  2. 下、2019年7月18日、ISBN 4087920534
- 『ブラッディ・ブライド-吸血鬼の婚活-』
  1. 2022年、ISBN 408867670X
- 『ときめきトゥナイト それから』 連載中
  1. 2022年3月、ISBN 4088676696
  2. 2023年1月、ISBN 4088677153
  3. 2023年11月、ISBN 4088677439
  4. 2024年9月、ISBN 4088677757